# Guido Fava
Guido Fava (in latino: Guido Faba; Bologna, 1190 circa – 1243 circa) è stato uno scrittore italiano.

## Biografia
Fu uno degli autori che conobbero la maggior fortuna nella tradizione manoscritta dell'Ars dictaminis e della retorica. 
Studiò allo Studium di Bologna, dove è attestato come magister nel 1210, poi come notaio pubblico nel 1215 e nel 1219-1220, successivamente come notaio del vescovo Enrico di Bologna dal 1221 al 1222 e, nel 1226, come prete alla cappella di San Michele, una chiesa con una scuola di grammatica e dictamen. 
Fu il primo ad applicare, in Italia, le dottrine dell'arte oratoria latina alla lingua volgare e a lui si devono - nella Gemma Purpurea (1243), una raccolta di lettere redatte secondo la retorica ciceroniana che fungevano da modello per i dotti - i primi tentativi di creare una prosa letteraria in volgare.

## Opere
Fu autore di circa 18 trattati in cui si occupa di modelli epistolari, orazioni e istrumenti, oltre a un'opera sulle virtù e sui vizi. 
Testi volgari del XIII secolo
- Gemma Purpurea
- Parlamenti ed Epistole

Testi latini
- Ars dictaminis (cfr. Testo da ALIM)
- Summa de viciis et virtutibus (cfr. Testo da ALIM)
- Dictamina rethorica (cfr. Testo da ALIM)
- Epistole (cfr. Testo da ALIM)
- Rota nova
- Arenge (attribuite a Guido Faba dal manoscritto K; edizione in Matteo dei Libri, Arringhe, ed. critica a cura di Eleonora Vincenti, Milano-Napoli, Ricciardi, 1974, pp. 185-203).

Nelle opere volgari di Fava sono presenti, oltre che elementi latineggianti, alcune inflessioni dell'Italia settentrionale e peculiarità di bolognese antico.